# Farsetia linearis
Farsetia linearis är en korsblommig växtart som beskrevs av Joseph Decaisne. Farsetia linearis ingår i släktet Farsetia och familjen korsblommiga växter. Inga underarter finns listade i Catalogue of Life.